# Becky Sharp

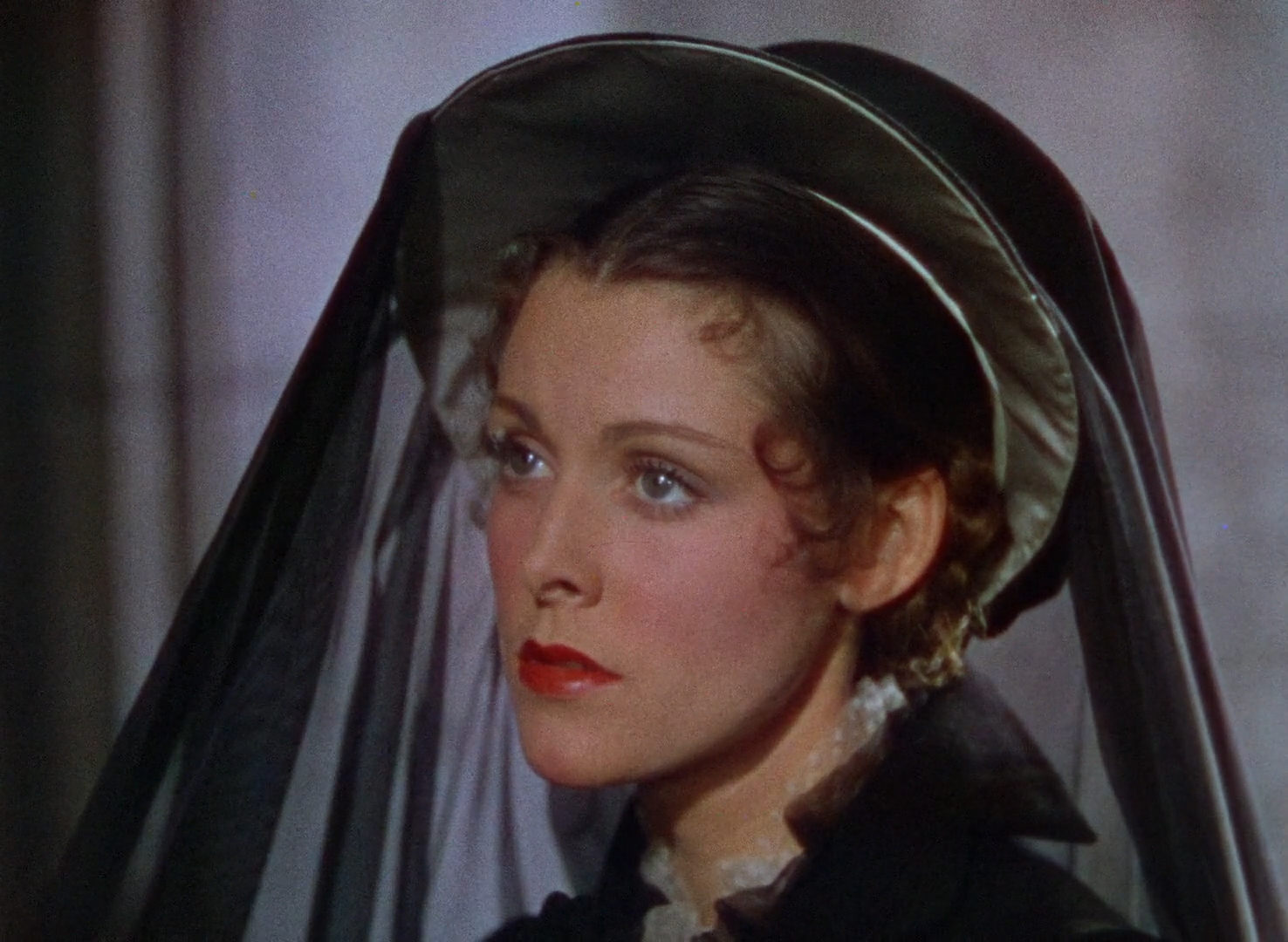
Frances Dee no papel de Amelia Sedley. A atriz estreou no cinema em 1929. Quatro anos depois, casou-se com Joel McCrea, união que só terminou com a morte dele em 1990. Ela deixou as telas em meados dos anos 1950

Becky Sharp (bra: Vaidade e Beleza; prt: A Feira da Vaidade) é um filme estadunidense de 1935, do gênero drama romântico e de guerra, dirigido por Rouben Mamoulian com roteiro de Francis Edward Faragoh baseado na peça teatral homônima de Langdon Mitchell, por sua vez uma adaptação do romance Vanity Fair, de William Makepeace Thackeray.
Estrelado por Miriam Hopkins e Frances Dee, Becky Sharp foi o filme mais aguardado do ano por toda Hollywood, por ter sido o primeiro longa-metragem totalmente em Technicolor de três cores.
Mamoulian e o diretor de arte Robert Edmond Jones procuraram adequar a paleta de cores às variadas atmosferas da história, como na sequência do baile da Duquesa de Richmond, às vésperas da batalha de Waterloo, que mostra como elementos visuais podem refletir e simbolizar temas dramáticos.
Por sua vez, o roteiro sofreu reparos da crítica.,,
O filme recebeu uma indicação ao Oscar, na categoria de Melhor Atriz para Miriam Hopkins. Apesar disso, o público pagante mostrou-se indiferente.
Antes do lançamento, pessoas da indústria cinematográfica predisseram que os filmes em cores substituiriam aqueles em preto e branco da noite para o dia. Na verdade, filmes em Technicolor continuaram a ser feitos intermitentemente pela década afora, porém Becky Sharp provou que o simples uso de cores não assegurava o sucesso nas bilheterias -- uma história bem contada ainda era fundamental.

## Sinopse
Na Inglaterra pré-Vitoriana, a aventureira Becky usa uma galeria de pessoas ricas, cheias de títulos, astutas e insensíveis para subir na vida. No processo, ela arruína a si mesma e àqueles que a ajudaram.

## Premiações
- Oscar: Indicado na categoria de "Melhor Atriz" (Miriam Hopkins)
- Festival de Veneza de 1935: Vencedor do prêmio de Melhor Filme em Cores e indicado para o prêmio Coppa Mussolini.

## Elenco
| Ator/Atriz        | Personagem                        |
| ----------------- | --------------------------------- |
| Miriam Hopkins    | Becky Sharp                       |
| Frances Dee       | Amelia Sedley                     |
| Cedric Hardwicke  | Marquês de Seyne                  |
| Billie Burke      | Lady Bareacres                    |
| Alison Skipworth  | Senhorita Crawley                 |
| Nigel Bruce       | Joseph Sedley                     |
| Alan Mowbray      | Rawdon Crawley                    |
| G. P. Huntley     | George Osborne                    |
| William Stack     | Pitt Crawley                      |
| George Hassell    | Sir Pitt Crawley                  |
| William Faversham | Duque de Wellington               |
| Charles Richman   | General Tufto                     |
| Doris Lloyd       | Duquesa de Richmond               |
| Colin Tapley      | William Dobbin                    |
| Leonard Mudie     | Tarquin                           |
| Elspeth Dudgeon   | Miss Pinkerton                    |
| Creighton Hale    | Oficial Britânico (não creditado) |